# Otto Schilt
Otto Heinrich Schilt (* 9. Oktober 1888 in Frauenfeld; † 26. Januar 1943 in Zürich; heimatberechtigt in Frauenfeld und Grenchen) war ein Schweizer Bildhauer und Plastiker.

## Leben und Werk

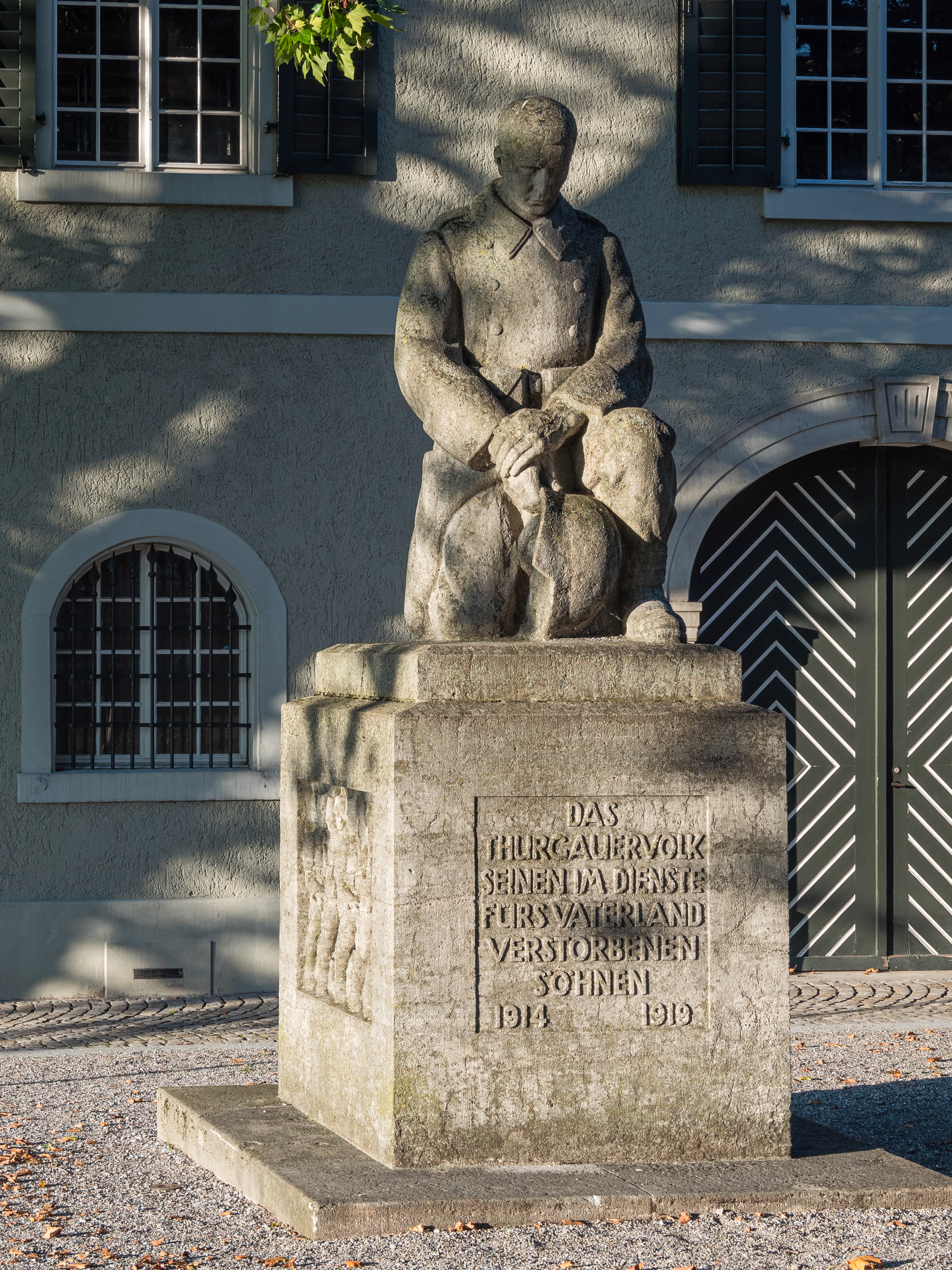
Soldatendenkmal in Frauenfeld

Schilt und seine vier Geschwister waren die Kinder des Apothekers Viktor Schilt (1852–1934) und der Frauenfelder Stadtpfarrerstochter Ida Luise Berger (1860–1918). Obwohl Schilt schon früh den Wunsch hatte, Bildhauer zu werden, fügte er sich dem Wunsch seines Vaters und absolvierte das juristische Doktor- und Staatsexamen. Neben seinen Studien in Genf besuchte er in seiner Freizeit die École des Beaux-Arts und nahm Unterricht bei James Vibert. Nachdem Schilt 1913 in Leipzig den Doktor beider Rechte erlangt hatte, kehrte er nach Frauenfeld zurück und legte das thurgauische Anwaltsexamen ab.
Als Schilt 1919 den Wettbewerb für ein Soldatendenkmal in Frauenfeld gewann, war dies auch sein Durchbruch als Bildhauer. Das Denkmal steht vor dem Staatsarchiv Thurgau. 
1920 zog Schilt nach Zürich; 1926 heiratete er die Pianistin Hedy Kraft.
Schilts Werke umfassen Porträtbüsten wie diejenige von Heinrich Bircher in Aarau sowie Brunnenplastiken und Skulpturen, die im öffentlichen Raum in Frauenfeld und in der Stadt Zürich zu sehen sind, darunter ist z. B. der Zierbrunnen «Knabe mit Aal» in Zürich und der «Pinguinbrunnen» in Frauenfeld.